# امروز (فیلم ۱۳۹۲)
امروز فیلمی اجتماعی، ساخت ایران به کارگردانی رضا میرکریمی و نویسندگی رضا میرکریمی و شادمهر راستین و تهیه‌کنندگی رضا میرکریمی محصول سال ۱۳۹۲ است. این فیلم در سی و دومین جشنواره فیلم فجر شرکت کرد. این فیلم به عنوان نماینده سینمای ایران در هشتاد و هفتمین مراسم اسکار انتخاب شد.

## خلاصه داستان
یونس راننده تاکسی کهنه‌کار، در پایانِ یک روزِ کاری به زن جوان بارداری کمک می‌کند تا به بیمارستان برسد. غافل از اینکه در بیمارستان اتفاقاتِ زیادی در انتظارِ اوست. پزشک و کارکنان بیمارستان پیشداوری‌هایی گوناگون دربارهٔ راننده و ارتباطش با زن دارند، اما در مقابل پرسش‌های خود فقط با سکوت راننده روبرو می‌شوند.

## بازیگران
| بازیگر           | نقش      | توضیحات               |
| ---------------- | -------- | --------------------- |
| پرویز پرستویی    | یونس     | راننده تاکسی          |
| سهیلا گلستانی    | صدیقه    | زن جوان باردار        |
| شبنم مقدمی       | شبنم مجد | سرپرستار بیمارستان    |
| حسام محمودی      |          | همکار یونس            |
| امیر کربلایی‌زاده |          | مسافر یونس            |
| گیتی قاسمی       |          | کادر خدماتی بیمارستان |
| روزبه حصاری      |          | کادر خدماتی بیمارستان |

## نماینده ایران در اسکار
هیئت انتخاب فیلم‌های ایرانی برای معرفی به آکادمی علوم و هنرهای سینما (اسکار ۲۰۱۵)؛ نهایتاً از میان ده فیلمی که به مرحله نهایی رسیده بودند، فیلم" امروز" را به عنوان نماینده سینمای ایران برگزید و این سومین بار بود که فیلمی از رضا میرکریمی به عنوان نماینده سینمای ایران برای اسکار برگزیده می‌شد.

## جوایز
| سال  | جایزه                            | رده                       | دریافت کننده  | نتیجه    |
| ---- | -------------------------------- | ------------------------- | ------------- | -------- |
| ۱۳۹۲ | سی و دومین دوره جشنواره فیلم فجر | بهترین بازیگر نقش اول مرد | پرویز پرستویی | نامزدشده |
| ۱۳۹۲ | سی و دومین دوره جشنواره فیلم فجر | بهترین بازیگر نقش مکمل زن | شبنم مقدمی    | برنده    |
| ۱۳۹۲ | سی و دومین دوره جشنواره فیلم فجر | بهترین فیلمبرداری         | هومن بهمنش    | نامزدشده |
| ۱۳۹۴ | جشنواره بین‌المللی فیلم داکا      | بهترین فیلم معنوی         | فیلم امروز    | برنده    |

- برنده جایزه تماشاگران، جایزه بهترین فیلم و جایزه بهترین بازیگر مرد جشنواره بین‌المللی سینمای مؤلف رباط
- برنده جایزه فیپرشی و جایزه بهترین فیلم جشنواره فیلم شب‌های سیاه تالین
- برنده جایزه بهترین بازیگر مرد جشنواره فیلم جیپور
- برنده جایزه سپاس سیگنیس جشنواره بین‌المللی فیلم واشینگتن
- برنده جایزه برنز، جایزه ویژه هیئت داوران و جایزه تماشاگران جشنواره فیلم گرانادا سینز دل سور
- برنده جایزه بهترین بازیگر مرد جشنواره فیلم‌های ایرانی سان فرانسیسکو

## از دید دیگران
جعفر پناهی: میرکریمى فیلمساز جسورى است، این جسارت را در فیلم‌هاى قبلى‌اش هم مى‌توان دید، اما در «امروز» به قله آن پاى مى‌نهد.